# Anto Gvozdenović
Anto Gvozdenović (Vuči Do, 26 gennaio 1853 – Vuči Do, 2 settembre 1935) è stato un militare e politico montenegrino, ambasciatore del Montenegro negli Stati Uniti e due volte primo ministro del governo in esilio montenegrino: dal 1º marzo 1921 al 13 gennaio 1922 e dal 13 febbraio al 13 luglio 1922.

## Biografia
Nacque nel villaggio di Vuči Do, nel Principato del Montenegro. Fu inviato dal knjaz Nicola I a frequentare l'accademia militare russa a San Pietroburgo. Terminati gli studi nel seminario di Cettigne, si recò in Russia a studiare medicina presso l'Università di Mosca. Durante il suo soggiorno moscovita scoppiò in Montenegro un nuovo conflitto contro gli Ottomani. Gvozdenović rientrò così in patria e si unì al piccolo esercito montenegrino nella lotta contro i Turchi. L'anno seguente si unì alle forze russe del generale Michail Dmitrievič Skobelev impegnate in Bulgaria nella campagna contro gli Ottomani. Nel dicembre 1880, sempre agli ordini del generale Skobelev, prese parte alla battaglia di Geok Tepe contro i turkmeni in Asia centrale, dopodiché si ritirò a vita privata in Russia.
Nel 1904, assieme ad un gruppo di volontari montenegrini, prese parte alla guerra russo-giapponese in Manciuria. Al termine del conflitto, per gli anni di servizio prestati e per gli atti di valore sul campo, venne insignito del grado di tenente generale e decorato con l'Ordine di San Giorgio e l'Ordine di San Vladimiro.
Tornò nel Montenegro nel 1912 e l'anno successivo prese parte come volontario alla prima guerra balcanica. Divenuto aiutante del re Nicola I, seguì il monarca durante il suo esilio in Francia in seguito dell'invasione austriaca del Montenegro. Venne quindi inquadrato nei ranghi dell'esercito francese dove servì nei reparti sanitari.
Dal 7 marzo 1921 al 16 marzo 1923 co-reggente del regno montenegrino assieme alla regina Milena e, dal 17 marzo 1923 al 14 settembre 1929 reggente. Fu anche per due volte primo ministro del governo montenegrino in esilio prima che la carica venisse abolita.
A seguito di un'amnistia nel 1925 Gvozdenović poté fare rientro nel Regno di Jugoslavia, dove tuttavia gli fu proibito di recarsi in Montenegro. Solo nel 1933 poté fare ritorno nella sua terra natia. Morì nella sua casa natale due anni dopo.